# Speleonectes ondinae
Speleonectes ondinae är en kräftdjursart som först beskrevs av Garcia-Valdecasas 1984.  Speleonectes ondinae ingår i släktet Speleonectes och familjen Speleonectidae. Inga underarter finns listade i Catalogue of Life.